# Zamach w Burgasie
Zamach w Burgasie – atak terrorystyczny na lotnisku w bułgarskim mieście Burgas, który miał miejsce w dniu 18 lipca 2012.

## Atak
18 lipca 2012 roku o godz. 17:23 wybuchła bomba w autobusie na lotnisku w Burgasie na skutek eksplozji spowodowanej przez zamachowca-samobójcę, zginęło siedem osób. Wśród zabitych byli zamachowiec, bułgarski kierowca autobusu oraz pięciu izraelskich turystów, którzy byli celem zamachu. 32 osoby zostały ranne, w tym 11-letnia dziewczynka i dwie kobiety w ciąży. W wyniku eksplozji dwa inne autobusy zostały również zniszczone. Atak wydarzył się w 18. rocznicę zamachu w Buenos Aires, kiedy to 18 lipca 1994 zginęło 85 osób, głównie Żydów.
Według wstępnych sprawozdań władz bułgarskich wybuch został spowodowany przez bombę w bagażniku. Izraelski dyplomata Ofir Gendelman twierdził, że autobus został ostrzelany, a urządzenie wybuchowe wyrzucone. Jednakże, później stwierdzono, że wybuch został prawdopodobnie przeprowadzony przez mężczyznę zamachowca-samobójcę. Izrael początkowo oskarżył za spowodowanie zamachu libańskie ugrupowanie Hezbollah i Iran. Iran jednak odrzucił oskarżenia o przeprowadzenie zamachu na izraelskich turystów. Izraelski premier Binjamin Netanjahu podejrzenia skierował na Hezbollah. W lutym 2013 r. bułgarski minister spraw wewnętrznych Cwetan Cwetanow stwierdził, iż istnieją „uzasadnione” dowody na to, że za atakiem stał Hezbollah.